# كمال الجيوسي
كمال الجيوسي واسمه الكامل "محمد كمال الدين" إبراهيم الجيوسي (أبو برهان؛ 1898 – 16 مارس 1983)، سياسي وحقوقي وقاضي فلسطيني، وُلِدَ في مدينة طولكرم الفلسطينية، كان أحد شخصيات الحركة الوطنية الفلسطينية، ومن رجالات الرعيل الأول الذين أسهموا في تأسيس الدولة الأردنية، وقد تقلد مناصب عليا في الدولة الأردنية، وكان رئيسًا لبلدية العاصمة عمان (أمين العاصمة) عام 1945، ومديرًا عامًا لدائرة الأوقاف والشؤون الإسلامية الأردنية، ورئيسًا لبلدية طولكرم مُنذ عام 1959 وحتى عام 1962.

## سيرته
وُلِدَ "محمد كمال الدين" إبراهيم الجيوسي في مدينة طولكرم بفلسطين عام 1898 ونشأ فيها، وتلقى تعليمه في مدارس المدينة، ثم تابع دراسته الجامعية في مجال الحقوق، وعُرِفَ باسمه الأشهر "كمال الجيوسي".
بدأ كمال الجيوسي حياته السياسية في مدينته طولكرم مُنذ مطلع شبابه حيث نشط سياسيًا ضمن الحركة الوطنية الفلسطينية بالمدينة. وفي مايو ويونيو 1922 حاول الجيوسي تأسيس جمعية إسلامية مسيحية في مدينة طولكرم لتقود الحركة الوطنية الفلسطينية في المدينة في تلك الفترة، ولكن فشلت محاولته نظرًا لانحصار قيادة الحركة الوطنية الفلسطينية في المدينة حينها بما عُرف "بالنادي العربي الوطني" الذي أقيم في المدينة نهاية عام 1918، حيث كان النادي هو الإطار التنظيمي الوطني الوحيد في المدينة والذي كانت زعامته بيد أبناء عائلات أخرى في المدينة مثل عبد الله سمارة وسليم الحاج إبراهيم.
كان الجيوسي من رجالات الرعيل الأول الذين أسهموا في تأسيس وبناء الدولة الأردنية، وتقلد مناصب عليا في الدولة الأردنية، فانضم في البداية إلى سلك القضاء وتدرج في عدة مناصب قضائية، فكان قاضيًا لمحكمة صلح السلط في مطلع الثلاثينات، ثم رئيسًا لمحكمة بداية عمان بعد منتصف الثلاثينات، وكان أحد قضاة المحاكم العليا في إمارة شرق الأردن، وقاضيًا لمحكمة الاستئناف، ورئيسًا للمحاكم النظامية في الأردن في العهدين الأميري والملكي.
عام 1944 كان أحد مُؤسسي حزب "اللجنة التنفيذية للمؤتمر الأردني" برفقة شفيق ارشيدات ووصفي ميرزا وفوزي الملقي ومحمد علي العجلوني وعبد الرحمن خليفة وسليم البخيت.
وفي 1 يناير 1945 تولى منصب رئيس بلدية العاصمة الأردنية عمان (أمين العاصمة) واستمر بذلك حتى 15 مايو 1945.
تولى الجيوسي بعد ذلك منصب مدير عام دائرة الأوقاف والشؤون الإسلامية الأردنية (وزير الأوقاف)، كما تولى منصب مدير عام دائرة الزكاة الأردنية.
عاد بعد ذلك إلى مدينته طولكرم، وانتُخِبَ في انتخابات 8 سبتمبر 1959 رئيسًا لبلدية طولكرم، فتولى منصب رئيس بلدية طولكرم مُنذ 17 سبتمبر 1959 وحتى 14 أغسطس 1962، حيث خلفه برئاسة البلدية حلمي حنون.

## حياته الشخصية
كمال الجيوسي مُتزوج وله أبناء أكبرهم "برهان" وهو من مواليد مدينة طولكرم عام 1920 وعمل دبلوماسيًا أردنيًا في عددٍ من دول العالم ولبرهان ابنتين هما: لينة الجيوسي ومي الجيوسي.

## وفاته
تُوفي كمال الجيوسي صباح يوم الأربعاء 16 مارس 1983 عن عمر 85 عامًا، وشُيع جثمانه ظهر يوم الخميس 17 مارس 1983 حيث صُلي عليه بعد صلاة الظهر في مسجد الكلية العلمية الإسلامية في العاصمة عمان، ثُم دُفن في مقبرة سحاب. وقد نعاه عددٌ من المسؤولين الأردنيين.

## تخليده وتكريمه
تخليدًا وتكريمًا لكمال الجيوسي فقد أُطِلق اسمه بعد وفاته على أحد شوارع العاصمة الأردنية عمان.